# Capilla del Llungueru

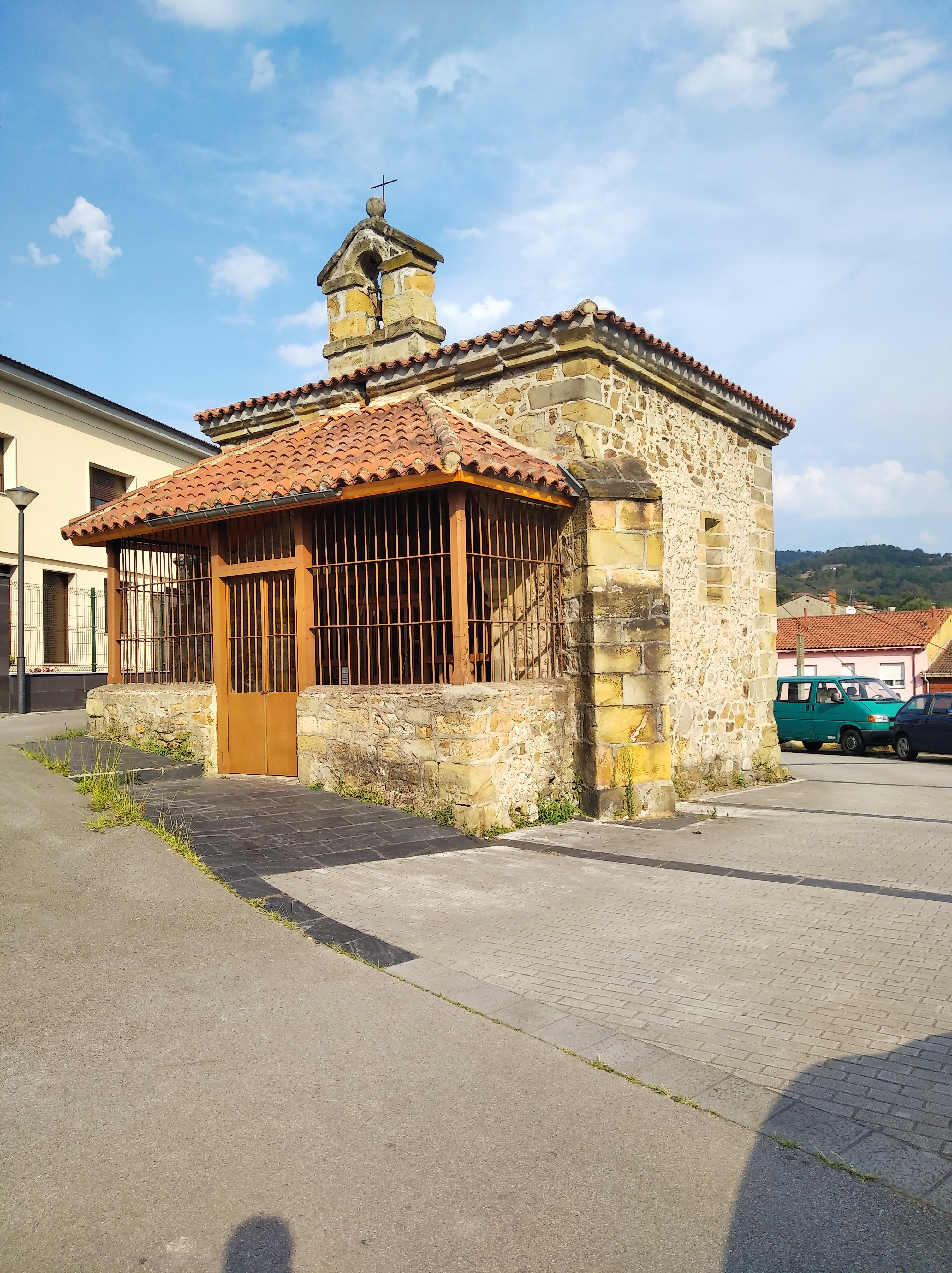
Capilla del Llungueru

La capilla del Llungueru o de Nuestra Señora de Lourdes, es una pequeña ermita situada en lo alto del barrio de La Pomar (La Felguera, Asturias). Se encuentra bajo la advocación de Nuestra Señora de Lourdes, aunque originalmente se denominaba La Anunciación.
Su origen es incierto, aunque ya figura en fuentes escritas del siglo XVI,  como el padrón de 1586 donde se cita a la ermita del Llonguero.

## Descripción
Es una construcción típicamente popular, de una sola nave, con gruesos muros y contrafuertes, y pórticos de fábrica enrejado, más actual, desde el que se puede ver el interior. La cúpula interior neogóticista puede ser una reconstrucción posterior a la Guerra Civil. Cuenta también con una voluminosa espadaña.
En las tardes del mes de mayo se celebran Les Flores en la capilla y durante varios años se realizaba una pequeña procesión en los meses de octubre.